# Црква Св. цара Константина и царице Јелене у Врбићу
Црква Св. цара Константина и царице Јелене у Врбићу, насељеном месту на територији општине Крупањ, припада Епархији шабачкој Српске православне цркве. Подигнута је на месту старије дрвене капеле. 

## Историјат цркве
По забелешкама из 1893. године, које је саставио Михајло Васиљевић, писар из Крупња, да се у Врбићу, на једној висоравни, налазе рушевине старог манастира, на којима је подигнута капела брвара, покривена шиндром. У тој капели није постојао иконостас, већ су по поду намештене од камена изрезане статуе, нађене у рушевинама манастира.
Данашња, зидана црква подигнута је и освећена 1912. године, од стране епископа шабачког Сергија. У ову цркву склоњено је неколико споменика из старе капеле, који датирају из римског времена.